# Polarització d'espín

Un gràfic que mostra una població d’electrons de gir cap amunt i gir cap avall, així com la polarització del gir resultant en un sòlid. Després de deixar un injector polaritzat d'spin, les poblacions d'spin decauen fins al 50% mentre que la polarització decau a 0.

La polarització d'espín és el grau en què l'espín, és a dir, el moment angular intrínsec de les partícules elementals, s'alinea amb una direcció determinada. Aquesta propietat pot pertànyer al gir, per tant, al moment magnètic, dels electrons de conducció en metalls ferromagnètics, com el ferro, donant lloc a corrents polaritzats en espín. Pot referir-se a ones de gir (estàtiques), correlació preferent de l'orientació de gir amb estructures cristal·lines ordenades (semiconductors o aïllants).

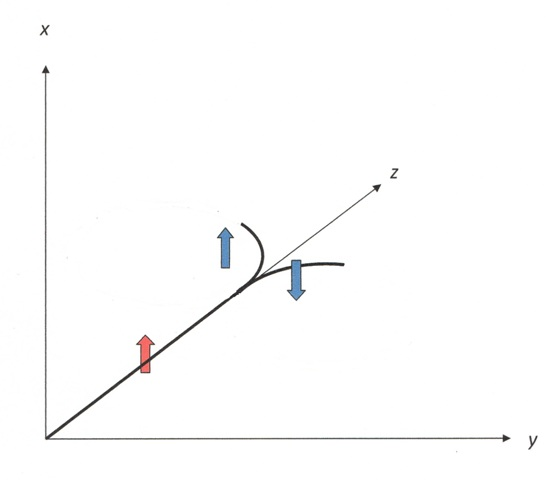
Spin (vermell) i vector de moment angular orbital (blau) quan es dispersen cap a l'esquerra o cap a la dreta.

També pot pertànyer a feixos de partícules, produïts per a objectius particulars, com ara la dispersió de neutrons polaritzats o l'espectroscòpia d'espín de muons. La polarització de gir dels electrons o dels nuclis, sovint anomenada simplement magnetització, també es produeix per l'aplicació d'un camp magnètic.
La llei de Curie s'utilitza per produir un senyal d'inducció en la ressonància d'spin electrònic (ESR o EPR) i en la ressonància magnètica nuclear (RMN).
La polarització d'spin també és important per a l'spintrònica, una branca de l'electrònica. S'estan investigant els semiconductors magnètics com a possibles materials espintrònics.
El gir dels electrons lliures es mesura amb una imatge LEED d'un cristall de wolfram net (SPLEED) o per un microscopi electrònic compost exclusivament de lents electroestàtiques i una làmina d'or com a mostra. Els electrons dispersos enrere són desaccelerats per l'òptica anular i se centren en un multiplicador d'electrons en forma d'anell a uns 15°. Es registra la posició a l'anell. Tot aquest dispositiu s'anomena Mott-detector. Depenent del seu gir, els electrons tenen la possibilitat de colpejar l'anell en diferents posicions. L'1% dels electrons estan dispersos a la làmina. D'aquests, l'1% són recollits pel detector i després al voltant del 30% dels electrons van colpejar el detector a la posició incorrecta. Tots dos dispositius funcionen a causa de l'acoblament de l'òrbita de gir.
La polarització circular dels camps electromagnètics es deu a la polarització de spin dels fotons que els constitueixen.
En el context més genèric, la polarització d'espín és qualsevol alineació dels components d'un camp no escalar (vectorial, tensorial, espinor) amb els seus arguments, és a dir, amb les tres regions espacials o relativistes no relativistes de les quatre regions espaciotemporals sobre les quals es defineix. En aquest sentit, també inclou les ones gravitatòries i qualsevol teoria de camps que acobli els seus components amb els operadors diferencials de l'anàlisi vectorial.